# Johann Karl Kellmann
Johann Karl Kellmann (* 1721 in Stockholm; † 3. Februar 1807 in Skänninge) war ein schwedischer Philologe und Hochschullehrer.
Der älteste Sohn des Stockholmer Bürgermeisters studierte seit 1737 in Uppsala Theologie und wurde 1743 in Greifswald promoviert. Er war danach Hauslehrer bei dem Reichsrat Graf Rosen und wurde 1747 in Greifswald zum ordentlichen Professor der lateinischen Sprache, der Dichtkunst und Beredsamkeit ernannt. 1761 vertrat Kellmann die Universität auf dem Reichstag in Stockholm.
1780 ging Kellmann von Greifswald nach Skänninge und wurde dort Propst und Pfarrer von Allheljona und Bjielbo.